# 鲍勃·库兰
罗伯特·艾伯特·库兰（英語：Robert Albert Kurland，1924年12月23日—2013年9月29日），美国篮球运动员，司职中锋，曾代表美国参加1948年夏季奥运会和1952年夏季奥运会男子篮球比赛，均获得金牌。2006年，他入选奈史密斯篮球名人堂。